# Jonathan Motzfeldt
Jonathan Motzfeldt (Qassimiut, 25 settembre 1938 – Qaqortoq, 28 ottobre 2010) è stato un politico groenlandese, il primo e il terzo Primo ministro della Groenlandia.
Dal 1971 al 1979 ha presieduto l'Assemblea della Groenlandia. È stato Primo Ministro due volte, la prima dal 1º maggio 1979 al 18 marzo 1991, la seconda dal 19 settembre 1997 al 14 dicembre 2002. È stato presidente del Consiglio Nordico Occidentale.